# António Nogueira (1703-1757)
António Nogueira (Elvas, 1 de outubro de 1703 – Ilha do Príncipe, 10 de maio de 1757), foi um prelado português da Igreja Católica, que foi bispo de São Tomé.

## Biografia
Era natural de Elvas, recebeu as ordens menores em 13 de junho de 1723, o subdiaconato em 22 de dezembro de 1725, o diaconato em 21 de dezembro de 1726 e recebeu a ordenação presbiteral em 21 de fevereiro de 1728. Era doutor em teologia pela Universidade de Évora.
Foi proposto para bispo de São Tomé em 5 de dezembro de 1752, sendo seu nome aprovado pelo Papa Bento XIV em consistório de 29 de janeiro de 1753. Recebeu a ordenação episcopal em 25 de julho do mesmo ano, de Dom José Dantas Barbosa, arcebispo auxiliar de Lisboa, coadjuvado por Dom Hilário de Santa Rosa, O.F.M. Ref., bispo emérito de Macau e por Dom José Henrique Correia da Gama, bispo titular de Constantina, em cerimônia que também teve a ordenação de Dom Pedro Jacinto Valente, O. Cristo, como bispo de Cabo Verde.
Seguiu em 1755 para a Bahia antes de ir para as Ilhas e ficou no Colégio dos Jesuítas, e mandou carta ao ministro Diogo de Mendonça Corte-Real dando essa informação, além de reclamar da má acomodação na nau Nossa Senhora da Natividade e da obrigação de seguir para o Rio de Janeiro, pois o capitão da nau, Francisco Miguel Aires, não quis conduzi-lo à Ilha do Príncipe. Em 1756, foi para a Costa da Mina, pois no Rio de Janeiro não conseguiu embarcar diretamente para a Ilha do Príncipe, já que o Governador Lopo de Sousa Coutinho levava consigo o Ouvidor, artilharias, soldados e apetrechos militares. Por conta disso, tomou posse por procuração ao Deão da Sé.
Morreu apenas 34 dias após chegar na Ilha do Príncipe, em 10 de maio de 1757.